# モエレ沼公園野球場
モエレ沼公園野球場（モエレぬまこうえんやきゅうじょう）は、北海道札幌市東区モエレ沼公園1-1にある野球場。

## 概要
もともとは軟式野球場として2000年に完成したが、札幌市内に硬式用野球場が少ないことから改修が行われ、2025年に完成した。
両翼は101.5m、中堅は122mとプロ野球の本拠地よりも広く取られてることが特徴。